# Achlya
Achlya is een geslacht van vlinders uit de familie van de eenstaartjes (Drepanidae) en de onderfamilie Thyatirinae.

## Soorten
- Achlya flavicornis (Linnaeus, 1758) - lente-orvlinder
- Achlya kuramana (Matsumura, 1933)
- Achlya longipennis (Inoue, 1972)